# ريتشارد والاس (لاعب اتحاد الرغبي)
ريتشارد والاس (بالإنجليزية: Richard Wallace)‏ (و. 1968  م) هو لاعب اتحاد الرغبي، وطيار أيرلندي، ولد في كورك، مركز لعبه هو جناح ‏.

## روابط خارجية
- ريتشارد والاس على موقع دوري الرغبي الممتاز (الإنجليزية)
- ريتشارد والاس عل موقع إسبنسكروم (الإنجليزية)
- ريتشارد والاس على موقع ItsRugby.co.uk (الإنجليزية)